# ماهی چهارچشمی
ماهی چهارچشمی (نام علمی: Anableps) نام یک سرده از تیره چهارچشمیان است.